# Lykoï
 (janvier 2016).
Si vous disposez d'ouvrages ou d'articles de référence ou si vous connaissez des sites web de qualité traitant du thème abordé ici, merci de compléter l'article en donnant les références utiles à sa vérifiabilité et en les liant à la section « Notes et références ».
Le lykoï est une race de chat, mutation naturelle du chat domestique à poils courts.
Les premières mutations spontanées du lykoï ont été découvertes en Virginie puis au Tennessee, suivi d'une mutation naturelle trouvée en Italie en 2014 à Brescia, ce dernier ayant contribué à l'élargissement du bassin génétique de la race en Europe débutée en France en 2013. En juillet 2016, une autre mutation naturelle est apparue cette fois-ci en France à Strasbourg et les chatons issus de cette mutation naturelle seront intégrés dans le programme de création de la race entamé en France par Christine Boulanger, l'importatrice de la race en Europe depuis 2013.
La caractéristique principale du lykoï est qu'il ressemble à un loup-garou à cause de son masque nu dans le visage, mais également son pelage roan (poivre et sel) unique chez les races de chats.

## Étymologie
Le mot « lykoï » veut dire loup en grec.[réf. nécessaire]

## Caractéristiques
Le lykoï est un chat dépourvu de sous poils. Son pelage a une apparence unique, il ressemble à celui d’un opossum. Généralement, il a un profond pelage noir roan, une tête légèrement plus longue que large en harmonie avec le corps doté d’une grande agilité, solide mais sans être gros. Ce chat n’a pas de poils et sous poils au niveau des yeux, du nez, des oreilles et de la bouche. Le chat lykoï est connu pour être amical et facile à vivre pour son entourage. Il a besoin de beaucoup d’affections de la part de ses maîtres. La caractéristique unique de cette race est que le pelage du lykoï mue dès sa naissance. Les poils repoussent en fonction des saisons, mais aussi des périodes chez les chats non stérilisés comme les chaleurs chez les femelles ou les gestations. En période de forte mue, le lykoï peut faire penser à un loup-garou ou un petit singe.

## Historique
Deux portées différentes de chatons à poils courts ressemblants à des lykoïs, ont été découvertes dans le Tennessee et en Virginie dans les années 2010. Entre 2010 et 2011 une série de tests génétiques et de santé ont été établis afin d’être certain que leur nudité partielle n’était pas due à une maladie de peau ou à une affection provoquant cette apparence de pelage. En 2011 ont commencé les premiers mariages entre lykoïs. Le lykoï fait partie du registre de l’Association Internationale des Chats (TICA) depuis 2012 et a été adopté à l’état « d’enregistrement seul » par consentement unanime. La race est maintenant reconnue comme une nouvelle race avancée par la TICA depuis octobre 2015.
Depuis le 1er mai 2017, la race est reconnue officiellement au statut de championnat par la TICA et peut concourir contre d'autres races de chat.
Un programme de métissage avec des chats domestiques noirs dont le lykoï est issu spontanément est entamé afin d'élargir le bassin génétique de la race. Le lykoï est en voie d'acceptation auprès du LOOF. Christine Boulanger qui a importé les premiers lykoïs en Europe en 2013, a présenté le dossier de demande d'acceptation de la race en janvier 2016 auprès du LOOF. À la suite du conseil d'administration du LOOF de fin d'année 2016, la race lykoï passe en statut « Nouvelle Race » et est donc reconnue par le LOOF au 1er janvier 2017.
Depuis le premier janvier 2019, le lykoï est reconnu au statut final de chat de race par le LOOF, pouvant concourir à des championnats contre d'autres races.

## Controverse
Beaucoup de créateurs de races félines ont fait l’objet de controverses, mais le lykoï est issu d’une mutation tout à fait naturelle. En novembre 2015, la Cat Fanciers' Association (CFA) précise que le lykoï n’était pas reconnu par elle comme une race provisoire. Il est cependant reconnu comme une race de chat au titre de championnat par la TICA et le LOOF depuis le 1er janvier 2019

## Pelage
À l’université du Tennessee, des dermatologues les ont examinés pour d’éventuelles anomalies de la peau. Avec des échantillons de biopsie de la peau, les chercheurs n’ont rien pu trouver dans leur pelage à part que quelques follicules pileux, nécessaires à la création du poil, manquaient : c’est pourquoi le lykoï a peu de poils, mais surtout pas de sous-poils. Un manque menaçant le bon équilibre des composants destinés à maintenir le pelage, ce qui explique pourquoi le lykoï mue et peut parfois devenir partiellement chauve. Le lykoï a été considéré à l’élevage test comme une vraie mutation naturelle.

## Le lykoï dans le monde

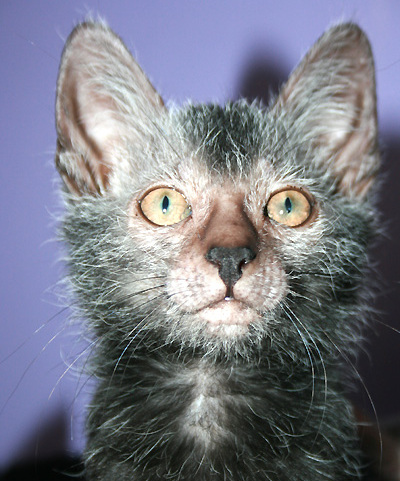
Jeune chat lykoï.

Aujourd’hui il existe 30 élevages de lykoïs, dont 2 en France (la Vallée des Dieux et The Twilight Werewolf) et 12 en Europe.
La reconnaissance de cette race par la TICA et le LOOF permettrait aux lykoïs de concourir aux concours félins.[réf. nécessaire]